# Chrysobothris ventralis
Chrysobothris ventralis es una especie de escarabajo del género Chrysobothris, familia Buprestidae. Fue descrita científicamente por Saunders en 1874.